# Eleutherodactylus guttilatus
Eleutherodactylus guttilatus es una especie de anfibio anuro de la familia Eleutherodactylidae.

## Distribución geográfica
Esta especie habita entre los 600 y 2000 m de altitud:
- en México en la Sierra Madre Oriental en los estados de Coahuila, Nuevo León, San Luis Potosí, Durango y Guanajuato;
- en los Estados Unidos en las montañas Davis en Texas.[4]

## Publicación original
- Cope, 1879 : Eleventh contribution to the herpetology of tropical America. Proceedings of the American Philosophical Society, vol. 18, p. 261–277[5]